# Malajski jezici
Malajski jezici, ogranak malajičkih jezika s malajskog poluotoka, dijelova Indonezije (Sumatra, Java, Bali, Maluku, Kalimantan), i nekim predstavnicima u Sabahu (bazaar malajski, kokos malajski) i Tajlandu (pattani malajski)
Obuhvaća (46) jezika podijeljenih po jednoj starijoj klasifikaciji na 3 podskupine, dok se danas u nju svrstava (45) jezika
a) domorodački malajski (4): jakun, orang kanaq, orang seletar, temuan;
b) lokalni malajski (36): banjar, bengkulu, brunejski jezik (brunei), enim, indonezijski, kaur, kerinci, kubu, lematang, lembak, lintang, loncong, lubu, malajski (14 raznih malajskih jezika: malajski, bacan malajski, balijski malajski, berau malajski, bukit malajski, kokos malajski (kukus), jambi malajski, kedah malajski, kota bangun kutai malajski, makasarski malajski, sjevernomolučki malajski, pattani malajski, sabah malajski (bazaar malajski), tenggarong kutai malajski), musi, ogan, palembang, pasemah, penesak, semendo, serawai, sindang kelingi. Izgubio status jezika: rawas,
c) para-malajski (6): duano', minangkabau, muko-muko, negeri sembilan malajski, pekal, urak lawoi'.

## Vanjske poveznice
- Ethnologue (14th)
- Tree for Malayan[neaktivna poveznica]